# Grubenmühle (Simmershofen)
Grubenmühle (auch Grübmühle und Grünmühl genannt) ist ein Wohnplatz der Gemeinde Simmershofen im Landkreis Neustadt an der Aisch-Bad Windsheim (Mittelfranken, Bayern). Der Ort liegt in der Gemarkung Equarhofen.

## Geographie
Die Einöde liegt an der Steinach und an der Kreisstraße NEA 49/K 2875, die nach Equarhofen (0,8 km südöstlich) bzw. nach Frauental führt (1,1 km westlich).

## Geschichte
Von 1797 bis 1808 unterstand Grubenmühle dem preußischen Justiz- und Kammeramt Uffenheim.
1806 kam der Ort an das Königreich Bayern. Mit dem Gemeindeedikt (frühes 19. Jahrhundert) wurde Grubenmühle dem Steuerdistrikt Equarhofen und der Ruralgemeinde Equarhofen zugewiesen. Heute ist Grubenmühle Haus Nr. 51 von Equarhofen, das seit dem 1. Juli 1972 Gemeindeteil von Simmershofen ist.

### Einwohnerentwicklung
| Jahr      | 001818 | 001836 | 001840 | 001861 | 001871 | 001885 |
| Einwohner | 6      | 6      | 7      | 5      | 12     | 11     |
| Häuser    | 1      | 1      | 1      |        |        | 2      |
| Quelle    | [ 2 ]  | [ 7 ]  | [ 8 ]  | [ 9 ]  | [ 10 ] | [ 11 ] |

## Religion
Der Ort ist evangelisch-lutherisch geprägt und bis heute nach St. Kilian (Equarhofen) gepfarrt.

## Weblink
- Grubenmühle in der Ortsdatenbank von bavarikon, abgerufen am 20. August 2021.